# Смерть президента (фильм)
«Смерть президента» (пол. Śmierć prezydenta) — польский исторический художественный фильм, снятый в 1977 году режиссёром Ежи Кавалеровичем.
Классика польского кино.

## Сюжет
Фильм рассказывает о заключительном периоде жизни и карьеры первого президента Польши Габриэля Нарутовича, занимавшего пост всего 5 дней, с 11 декабря (избран 9) по 16 декабря 1922 года.
Во время его инаугурации состоялись манифестации и выступления националистически настроенных поляков. 16 декабря 1922 Нарутович принял участие в открытии художественной выставки в варшавской галерее «Заксента», где был застрелен художником, фанатиком Элигиушем Невядомским.

## В ролях
- Здзислав Мрожевский — Габриэль Нарутович
- Марек Вальчевский — Элигиуш Невядомский, убийца президента
- Ежи Душиньский — маршал Юзеф Пилсудский
- Томаш Заливский — Мацей Ратай, маршал Сейма, политик
- Эдмунд Феттинг — генерал Юзеф Халлер
- Анджей Красицкий — Антони Каменский
- Збигнев Гейгер — секретарь Солтик
- Чеслав Быческий — Юлиан Новак, премьер-министр
- Ежи Саган — Винценты Витос, политик
- Джек Рекниц — Делагню, журналист
- Теодор Гендера — Мариан Зындрам-Косцялковский
- Тадеуш Теодорчик и др.

## Награды
- 1977 — награда 4-го фестиваля польских художественных фильмов в Гданьске
- 1977 — Специальный приз жюри режиссёру Ежи Кавалеровичу (там же)
- 1977 — награда за звук — звукооператору Ежи Блащинскому (там же)
- 1978 — «Серебряный медведь» за выдающиеся персональные достижения на 28-й Берлинском международном кинофестивале режиссёру Ежи Кавалеровичу